# Mexobisium
Genre
Mexobisium est un genre de pseudoscorpions de la famille des Bochicidae.

## Distribution
Les espèces de ce genre se rencontrent au Mexique, en Amérique centrale et aux Antilles.

## Liste des espèces
Selon Pseudoscorpions of the World (version 3.0) :
- Mexobisium armasi Muchmore, 1980
- Mexobisium cubanum Muchmore, 1973
- Mexobisium dominicanum Muchmore, 1998
- Mexobisium goodnighti Muchmore, 1973
- Mexobisium guatemalense Muchmore, 1973
- Mexobisium maya Muchmore, 1973
- Mexobisium paradoxum Muchmore, 1972
- Mexobisium pecki Muchmore, 1973
- Mexobisium reddelli Muchmore, 1986
- Mexobisium ruinarum Muchmore, 1977
- Mexobisium sierramaestrae Muchmore, 1980
- Mexobisium venii Muchmore, 1998

## Publication originale
- Muchmore, 1972 : New diplosphyronid pseudoscorpions, mainly cavernicolous, from Mexico (Arachnida, Pseudoscorpionida). Transactions of the American Microscopical Society, vol. 91, no 3, p. 261-276.